# The Romance of a Trained Nurse
Pour plus de détails, voir Fiche technique et Distribution.
The Romance of a Trained Nurse est un film muet américain réalisé par Sidney Olcott et produit par la Kalem Company, sorti en 1910.

## Fiche technique
- Titre original : The Romance of a Trained Nurse
- Réalisateur : Sidney Olcott
- Photographie :
- Société de production : Kalem Company
- Pays : États-Unis
- Lieu de tournage : Jacksonville (Floride)
- Longueur : 950 pieds
- Dates de sortie :
  -  États-Unis : 7 janvier 1910 (New York)

## À noter
- Le film est tourné à Jacksonville en Floride où la Kalem Company a installé un studio.